# Wiktorija Robertowna Pelsche
Wiktorija Robertowna Pelsche (russisch Виктория Робертовна Пельше; * 26. Dezember 1936 in Moskau) ist eine sowjetisch-lettische Bildhauerin und Porzellanbildnerin.

## Leben
Pelsche ist die Tochter des Revolutionärs und Parteifunktionärs Robert Andrejewitsch Pelsche und lebte bis 1951 im Moskauer Haus an der Uferstraße. Nachdem ihr Vater 1946 Direktor des Instituts für Folklore und Ethnographie der Akademie der Wissenschaften der Lettischen Sozialistischen Sowjetrepublik in Riga geworden war, kam sie 1951 nach Riga und besuchte dort die 13. Mittelschule. Darauf studierte sie 1954–1959 am Rigaer Polytechnischen Institut mit Abschluss als Ingenieurin. Sie arbeitete dann in Norilsk.
1962–1967 studierte Pelsche an der Lettischen Akademie der Künste in der Skulptur-Abteilung bei Emīls Melderis. Daneben unterrichtete sie am Rigaer Industrie-Polytechnikum.
1968–1992 arbeitete Pelsche im Kombinat Māksla für dekorative Kunst. Sie schuf Porzellan-Kleinplastik. 1972 wurde sie Mitglied der Künstlerunion der Lettischen Sozialistischen Sowjetrepublik. Sie war befreundet mit Ernst Iossifowitsch Neiswestny und arbeitete mit ihm zusammen.
1987 schuf Pelsche die Skulptur Baikal und Angara im Auftrag der Baikal-und-Angara-Eisenbahndirektion für den Hauptbahnhof von Sewerobaikalsk. Als die UdSSR 1991 zerfallen war, wurde der Auftrag vergessen, und die Skulptur befindet sich immer noch als Skulptur Legende in einer Halle des Māksla, die zu zerfallen droht, so dass sich eine Gruppe um die Rettung der Skulptur bemüht. 2003 stellte der Dokumentarfilm-Regisseur Dmitri Gennadijewitsch Sawilgelski mit Beteiligung Pelsches den Film Ethnographie eines Traums her, in dem die tragische Geschichte der Monumentalskulptur Legende erzählt wird.
Pelsches Skulpturen schmücken Parks und Bauten in Riga und anderen Städten der früheren UdSSR. Ihre Werke stehen im Lettischen Nationalen Kunstmuseum in  Riga, in der Tretjakow-Galerie in Moskau, im Museum Ludwig in Köln und in privaten Sammlungen in Lettland, Frankreich, Deutschland, Österreich, Russland und den USA. 2015 fand eine Einzelausstellung in der Kunstgalerie der Rietumu Bank in Riga statt.

## Werke
- Skulptur Argali (Porzellan, 1959, ausgestellt auf der internationalen Volkskunstausstellung Moskau 1961 mit Preisgewinn)[8]
- Skulptur Leoparden (1967), Viesturdārzs-Park, Riga
- Basrelief des Eroberers Sibiriens Jermak Timofejewitsch (1970), Bahnhof Tobolsk
- Skulptur Daugava (1972), Seebahnhof Riga
- Hautrelief Sommer (1974), Gossnab-Ferienheim, Moskau
- Hautrelief Milch (1977), Milchpulverwerk Krāslava
- Basrelief Käse (1978), Käsewerk Preiļi
- Skulptur Mensch und Kosmos (1980, anerkannt als beste Skulptur 1980), Telezentrum Ostankino beim Fernsehturm Ostankino, Moskau
- Hautrelief Spielende Löwen (1982) für das Wohnhaus Brīvības-Straße 104, Riga[9]